# Тияна, Фату
Фату Тияна (англ. Fatou Tiyana; род. 24 февраля 1987, Банжул) — гамбийская легкоатлетка, выступавшая в беге на короткие дистанции и прыжках в длину. Участница летних Олимпийских игр 2008 года.

## Биография
Фату Тияна родилась 24 февраля 1985 года в гамбийском городе Банжул.
Окончила начальную школу Альбиона, затем старшую среднюю школу святого Иосифа. 
Была рекордсменкой Гамбии в прыжках в длину.
В 2007 году на чемпионате мира по лёгкой атлетике в Осаке. В беге на 100 метров выбыла в квалификации, заняв 7-е место в забеге с личным рекордом — 12,44 секунды.
В 2008 году вошёл в состав сборной Гамбии на летних Олимпийских играх в Пекине. В беге на 100 метров заняла в забеге 1/8 финала 7-е место, показав результат 12,25 секунды и уступив 0,64 секунды попавшей в четвертьфинал с 4-го места Франке Идоко из Нигерии.
В 2009 году на чемпионате мира по лёгкой атлетике в Берлине. В беге на 100 метров выбыла в квалификации, заняв 6-е место в забеге с личным рекордом (12,22).

## Личный рекорд
- Бег на 100 метров — 12,22 (16 августа 2009, Берлин)[5]